# اندیس فین علیا-۱
فین علیا-۱ یک اندیس مصالح ساختمانی است که در حوالی شهر کاشان استان اصفهان قرار دارد و مادهٔ معدنی موجود در آن، تراورتن است.  